# Viva Emptiness
Viva Emptiness — szósty album studyjny doom metalowej grupy Katatonia wydany w 2003 roku przez Peaceville Records. Tematem przewodnim tekstów zawartych w albumie są samotność, relacje międzyludzkie, kłamstwo i depresja.

## Lista utworów
1. „Ghost of the Sun” - 4:07
2. „Sleeper” - 4:08
3. „Criminals” - 3:47
4. „A Premonition” - 3:33
5. „Will I Arrive” - 4:09
6. „Burn the Remembrance” - 5:22
7. „Wealth” - 4:22
8. „One Year from Now” - 4:02
9. „Walking by a Wire” - 3:22
10. „Complicity” - 4:01
11. „Evidence” - 4:36
12. „Omerta” - 2:58
13. „Inside the City of Glass” - 4:08

## Twórcy
- Jonas Renkse – wokal, gitara, programowanie
- Anders Nyström – gitara, instrumenty klawiszowe, programowanie, poboczne linie wokalne
- Fredrik Norrman – gitara
- Daniel Liljekvist – perkusja, instrumenty perkusyjne, poboczne linie wokalne
- Mattias Norrman – gitara basowa

## Listy sprzedaży
| Lista  | Kraj      | Pozycja |
| ------ | --------- | ------- |
| Top 50 | Finlandia | 17      |